# Tarazona de la Mancha
Tarazona de la Mancha és un municipi al nord de la província d'Albacete que limita amb els termes municipals de Madrigueras, a l'est; Albacete i La Gineta, al sud; i Montalvos, La Roda, Fuensanta i Villalgordo del Júcar, a l'oest. Al nord amb Quintanar del Rey i Villagarcía del Llano, a la província de Conca. Depèn judicialment de La Roda.

## Evolució demogràfica
| 1900  | 1910  | 1920  | 1930  | 1940  | 1950  | 1960  | 1970  | 1981  | 1991  | 1996  | 2001  | 2005  | 2006  |
| ----- | ----- | ----- | ----- | ----- | ----- | ----- | ----- | ----- | ----- | ----- | ----- | ----- | ----- |
| 4.865 | 5.545 | 5.955 | 6.302 | 6.714 | 7.111 | 6.850 | 5.952 | 6.011 | 5.747 | 5.976 | 6.179 | 6.576 | 6.493 |

## Administració
|         | Regidors |          |         |     |        |                                |
| Període | PSOE     | PCE / IU | AP / PP | UCD | Indep. | Alcalde                        |
| 1979-83 | 4        | 5        | 2       | 2   |        | Francisco Picazo Villena (PCE) |
| 1983-87 | 4        | 5        | 4       |     |        | Francisco Picazo Villena (PCE) |
| 1987-91 | 4        | 5        | 3       |     | 1      | Francisco Picazo Villena (IU)  |
| 1991-95 | 7        | 3        | 3       |     |        | Isaac López Picazo (PSOE)      |
| 1995-99 | 5        | 3        | 5       |     |        | Isaac López Picazo (PSOE)      |
| 1999-03 | 6        | 2        | 5       |     |        | Julián Ruipérez Jiménez (PSOE) |
| 2003-07 | 7        | 1        | 5       |     |        | Francisca Saiz Mancha (PSOE)   |
| 2007-11 | 5        | 4        | 4       |     |        | Faustino Oltra Moreno (PSOE)   |